# Miss Firecracker
Pour plus de détails, voir Fiche technique et Distribution.
Miss Firecracker est une comédie psychologique américaine réalisée par Thomas Schlamme et sortie en 1989.

## Fiche technique
- Titre : Miss Firecracker
- Réalisation : Thomas Schlamme
- Scénario : Beth Henley d'après sa pièce The Miss Firecracker Contest
- Musique : David Mansfield
- Photographie : Arthur Albert
- Montage : Peter C. Frank (de)
- Production : Fred Berner
- Société de production : Corsair Pictures, Firecracker Company et Guadalupe Productions
- Société de distribution : Corsair Pictures (États-Unis)
- Pays de production :  États-Unis
- Genre : Comédie
- Durée : 102 minutes
- Date de sortie : 
  - États-Unis : 28 avril 1989

## Distribution
- Holly Hunter : Carnelle Scott
- Mary Steenburgen : Elain Rutledge
- Tim Robbins : Delmount Williams
- Scott Glenn : Mac Sam
- Alfre Woodard : Popeye Jackson
- Amy Wright : Missy Mahoney
- Kathleen Chalfant : Miss Lily
- Ann Wedgeworth : Miss Blue
- Veanne Cox : Tessy Mahoney